# Золотий берег (фільм, 1997)
Золотий берег (англ. Gold Coast) — американський фільм 1997 року.

## Сюжет
Колишній шахрай Магуаер, отримавши щасливе звільнення з в'язниці, відправляється до Флориди, для того, щоб повернути гроші, які йому повинні за останнє пограбування. Але людина, яка повинна віддати йому гроші, убита. Залишилась красуня вдова Карен, що продовжує зберігати вірність чоловікові і після його смерті. На заповіт претендує Роланд, безжалісний негідник, який також хоче заволодіти самою Карен. Після зустрічі Магуаера і Карен починається небезпечна гра. Сліпучий блиск узбережжя — це ще не золото, це скоро стає зрозуміло всім трьом героям.

## У ролях
- Девід Карузо — Магуаер
- Баррі Праймус — Ед Гроссі
- Марг Гелгенбергер — Карен Дічілія
- Джефф Кобер — Роланд Кроу
- Ванда Де Хесус — Вівіан Онзола
- Мелісса Хіккі — Марта Діас
- Рафаель Баес — Хесус Діас
- Річард Бредфорд — Френк Дічілія
- Шарі Стоу — повія в спальні
- Джим Р. Коулмен — Андре Паттерсон
- Девід Ендрю Неш — Гровер Паттерсон